# Camarán
Camarán (Kamarang en inglés) es una localidad situada en la confluencia del río Camarán y el río Mazaruní, en la región de Cuyuní-Mazaruní de Guyana, territorio disputado por Venezuela.
Kamarang tiene una escuela primaria, hospital, estación de policía y se puede acceder por vía aérea a través del Aeropuerto de Camarán (en inglés: Kamarang Airport).
El pueblo experimentó un gran crecimiento económico a principios del siglo XXI debido a la extracción de oro y diamantes; sin embargo, a partir de 2019, la producción comenzó a disminuir. Su altitud es de 490 metros (1601 pies).

## Demografía

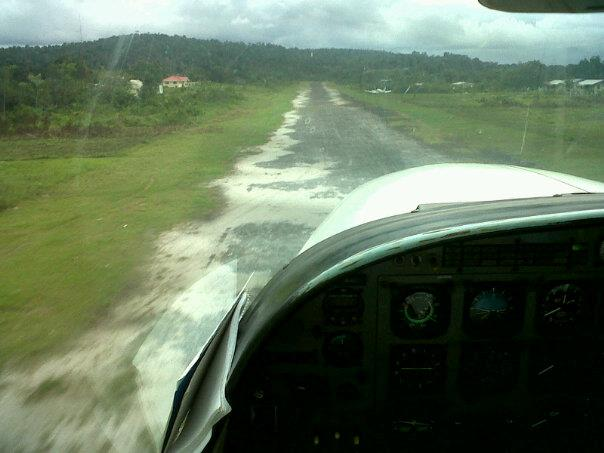
Aproximación a la pista de aterrizaje de Camarán. Tomado desde la cabina del Cessna 208 Caravan

Según censo de población 2002 contaba con 349 habitantes. L
| Dato      | Funcionarios | Profesionales y técnicos | Clero | Comercio y Servicios | Act. agrícolas | Act. industriales | Ocup. elementales | S/D   | Total  |
| --------- | ------------ | ------------------------ | ----- | -------------------- | -------------- | ----------------- | ----------------- | ----- | ------ |
| Población | 4            | 5                        | 0     | 50                   | 4              | 4                 | 77                | 77    | 243    |
| %         | 1,71         | 4,94                     | 3,15  | 23,51                | 1,67           | 5,61              | 15,88             | 43,90 | 100,00 |